# 伊塔皮蘭加 (亞馬遜州)
02°44′56″S 58°01′19″W / 2.74889°S 58.02194°W
伊塔皮蘭加（葡萄牙語：Itapiranga）是巴西的城鎮，位於該國北部，由亞馬遜州負責管轄，始建於1908年，面積4,231平方公里，海拔高度43米，2013年人口8,774，人口密度每平方公里2.07人。